# Bleptina rectilinea
Bleptina rectilinea là một loài bướm đêm trong họ Noctuidae.